# ペッパー・ポッツ
ヴァージニア・"ペッパー"・ポッツ （Virginia "Pepper" Potts）、通称ペッパー・ポッツ（Pepper Potts）は、マーベル・コミックの世界に登場する、アイアンマン（トニー・スターク）のサポートキャラクターにして、トニーの秘書であった。スタン・リーとロバート・バーンスタイン、そしてドン・ヘックによって創造され、1963年9月の『テールズ・オブ・サスペンス』第45号で初登場した。
トニー・スタークの信頼が厚く、アイアンマンの正体を知る人物の1人である。彼女はトニーに恋心を抱いていたが、後に彼の運転手であるハッピー・ホーガンとの間で結婚と離婚を繰り返した。一時期、トニーの下を離れて、夫の死後にはフィフティ・ステート・イニシアティブのカルフォルニア州のチームに参加し「ヘラ」のコードネームで活動していた時期もある。
その後、トニーを恨むエゼキエル・ステインに襲撃されて重傷を負い、彼女の命を救うためにトニーは彼女をサイボーグ化するしかなかった。
「Invincible Iron Man #10」では、アイアンマン・スーツMark1616「レスキュー」を装着した。

## MCU版
マーベル・シネマティック・ユニバース（MCU）では、グウィネス・パルトローが演じる。日本語吹替は主に岡寛恵が担当。
ハッピー・ホーガンとはコミックのように恋愛関係はなく、同僚（後に部下）、親友の間柄として描写される。
本項は、“アース616”（正史の宇宙）におけるペッパーを主軸として表記する。 

### キャラクター像
『アイアンマン2』の冒頭までは“スターク・インダストリーズ”CEOだったトニー・スターク/アイアンマンの秘書として登場し、以降はトニーから経営者の座を託されてスターク社CEOとなる。
しっかり者で、トニーと同様に世間からの知名度も高いが、自分を振り回すことが少なくないトニーに対して取り乱したり、2010年度の“スターク・エキスポ”の頃までは物騒な状況に直面するとパニックを起こしてしまう一面もあった。トニーのアイアンマンとしての自警活動は受け入れきれてはいないものの、自身の誕生日プレゼントを彼のカードで購入したり、捨ててくれと頼まれた旧型の“アーク・リアクター”に「トニー・スタークにもハートがある」と碑文を添えてトニーに贈ったり、慈善イベントにトニーからプレゼントされたドレスで着飾って参加するなど、秘書の頃からトニーを異性として意識している素振りを見せており、彼とは長年の交流と複数の困難を通して深い愛情を育んでいき、遂に結婚。二人の間に愛娘のモーガンを儲けた。
また、イチゴアレルギー持ちでもある。

### 『ホワット・イフ...?』版
声 - ベス・ホイト
日本語吹替 - 小林さやか
現在のところ、“アース32938”におけるペッパーの存在が描写されており、正史の彼女と同様にトニーの秘書であるが、スターク社のCEOに昇格はしていない。

### 能力
トニーから高く評価されるほど秘書やCEOとしての実務能力は優秀で、彼の身の回りの世話まで難なくこなす。ヒーローやヴィランのような超人的なパワーは有しておらず、“アイアンマン・アーマー マーク42”をはじめて装着した際には、その機能を上手く駆使できなかった。だが後に、一時的に“エクストリミス・ソルジャー”の力を得ることでそのパワーと、“アイアンマン・アーマー マーク8”の“リパルサー・レイ”を使いこなしたことがある。

### ツール
アイアンマン・アーマー マーク49
通称“レスキュー”。トニーがペッパー専用に開発したアーマーで、2014年からタイムトラベルして現れたサノスの群勢との決戦で装着・使用する。

### 各作品での活躍
『アイアンマン』
日本語吹替 - 岡寛恵（劇場公開版、機内上映版）、田中敦子（テレビ朝日版）
本作からMCU初登場。この頃のトニーとの仲は、周囲の目が気になって“社長と秘書”の関係から発展できずじまいである。
トニーが邸宅に連れ込んだクリスティン・エヴァーハートの世話から、“テン・リングス”の下から脱したトニーの出迎えに、彼のアーク・リアクター交換まで、トニーを秘書としてサポートする。しかし、彼がパワードスーツを装着して戦い始めると、心配するあまり辞職まで言い出すがトニーの説得と依頼を渋々了承し、スターク社の社長室のパソコンから“アイアンモンガー”の設計図と、オバディア・ステインとテン・リングスの内通を裏付ける証拠映像を入手した。そのことをジェームズ・“ローディ”・ローズに知らせ、居合わせたフィル・コールソンたちと共にオバディア逮捕に乗り出すが、アイアンモンガーを動かすオバディアに追い詰められる。しかしそこに現れたトニーに救われ、彼とオバディアの戦闘の中、戦地となったスターク社本社工場の大型アーク・リアクターをトニーの指示で暴走させて、オバディア打倒に成功する活躍を見せた。
後日、記者会見に出席するトニーの身なりを整えて、コールソンに挨拶し、トニーを見送る。
『アイアンマン2』
日本語吹替 - 岡寛恵（劇場公開版）、田中敦子（テレビ朝日版）
本作からスターク社CEOに抜擢される。新CEOとして不慣れながらも、経営者としての手腕を発揮するが、トニーだけでなく彼のお眼鏡に叶ったナタリー・ラッシュマン（ナターシャ・ロマノフ/ブラック・ウィドウ）に対してややヒステリックになってしまう場面も見せた。また冒頭では軽く風邪をひいていた。
アイアンマンとして活動する傍らでスターク社の業務を疎かにしたり、公聴会でのうのうとした態度を見せたトニーに対し、頭を抱えて文句をぶつけるが、スターク社の新CEOに任命され、戸惑いつつも嬉し涙を流した。しかし、出張先のモナコグランプリに飛び入り参加したり、誕生パーティーで自身の注意も聞かずに泥酔して羽目を外し過ぎてしまったりと突飛な行動を続けたトニーに愛想を尽かす。
後に謝罪にしようと来たトニーがなかなか謝ろうとせず、イチゴまで持ってきていたことであしらい、ナターシャやハッピーと3人でスターク・エキスポの会場へ向かい、ジャスティン・ハマーのプレゼンを観覧するが、イワン・ヴァンコ/ウィップラッシュの陰謀でエキスポ会場が混乱した際には、ニューヨーク市警に連絡し、ヴァンコを匿って“ハマー・ドローン”を作らせていたハマーを逮捕させた。
ヴァンコが討伐され自爆を敢行した際に、傍らに倒れていたドローンの自爆に巻き込まれかけるも、寸前でトニーに救われる。今回の一件で溜まったストレスから動転し、CEO辞職を切り出すが、トニーに引き止められて仲直りし、キスを交わす。
『アベンジャーズ』
日本語吹替 - 岡寛恵
本作では何故かコールソンをファーストネームで呼び、親しげに接する。その一方で“アベンジャーズ計画”については何も知らされていない様子である。
トニーと仲睦まじく“スターク・タワー”開発に勤しむが、彼がコールソンからの依頼を受けると、それに応えるよう促し、自身はワシントンD.C.に出張した。
ニューヨークの戦闘の際には、スターク社の専用機内のテレビから、“アベンジャーズ”の戦いを視聴していたが、核ミサイルをワームホールに押し込む直前のトニーからの連絡には気づけなかった。物語のラストでは、トニーと2人でスターク・タワーの改修作業に取り掛かる。
『アイアンマン3』
日本語吹替 - 岡寛恵
本作では、トニーと寝室を共にするほどの関係となったが、アーマーに依存する彼に危惧を抱き、互いの距離を不安に思っている。これまで数回の困難を目の当たりにしたためか、荒事に直面しても取り乱す素振りを見せなくなったが、元同僚のアルドリッチ・キリアンから仕事を持ちかけられたことがきっかけで、これまで以上の危機に瀕してしまう。
ハッピーの働き振りにやや困惑しながらも、スターク社のCEOとして順調に業務をこなす日々を送っていたところに再会したキリアンから“エクストリミス”の合同研究を依頼されるが、軍事利用される危険性からこれを拒否した。一方で、”ニューヨーク決戦”のトラウマからアーマーを増産するトニーに対しては心配しつつも、呆れて冷たい態度をとってしまう。後にトニーが“マンダリン”へ宣戦布告した際には、スターク邸からの避難を推し進めるものの、時すでに遅く武装ヘリの攻撃を受け、トニーからマーク42を緊急装着され、彼や来客のマヤ・ハンセンを救うが、スターク邸を大破され、トニーとも離ればなれとなった。
残されたアーマーのヘルメットで、トニーからの謝罪と生存を伝える留守電を聴いて安心すると、マヤからキリアンとマンダリンの繋がりを知らされるも、そこに現れたキリアンに捕まり、強引にエクストリミスを投与される。
体内のエクストリミスに苦しみながら、フロリダ沖の埠頭に人質として捕縛され、駆け付けたトニーに安心するが、不慮の事故で火災の中へ転落してしまう。だがエクストリミスに適合したために一命を取り留めて、トニーに襲いかかるキリアンを鉄骨で殴り飛ばし、自分に誤って攻撃してきたマーク8のミサイルとリパルサーを駆使してキリアンを撃破した。自身の変化に混乱するも、症状を克服したトニーから治療を約束され、元の体質に戻り、心臓手術を終えたトニーと一層仲を深める。
『シビル・ウォー/キャプテン・アメリカ』では、本人の登場は無いものの、トニーの言により、ヒーローとしての活動を未だに継続している彼とは別居し、距離を置いていることが明かされている。
『スパイダーマン:ホームカミング』
日本語吹替 - 岡寛恵
本作ではトニーとの関係が改善されている。
物語本編には長らく登場せず、終盤にのみ登場。ピーター・パーカー/スパイダーマンのアベンジャーズ加入の記者会見に出席する予定であったが、ピーターが断ったために、トニーと共に記者団に対して時間稼ぎをすることになってしまう。
『アベンジャーズ/インフィニティ・ウォー』
日本語吹替 - 岡寛恵
本作ではトニーと婚約しており、彼のヒーロー活動を受け入れきれてはいないものの、彼とは深い愛情を育んでいた。
ランニングデートの最中、宇宙からの敵の襲来を恐れるトニーを安心させようとするも、トニーに会いに来たスティーヴン・ストレンジ/ドクター・ストレンジや再会したブルース・バナー/ハルクがサノスの脅威を伝えたことで、無駄に終わってしまう。トニーの身を案じて連絡を送るも、彼はストレンジ救出のために“Qシップ”に乗り込んで宇宙へ行ってしまったため、通信は途切れてしまう。
『アベンジャーズ/エンドゲーム』
日本語吹替 - 小林さやか
本作では、サノスによる“デシメーション”を免れていたことが明かされ、それから5年後にはトニーと長女のモーガンと3人で郊外に暮らすようになり、更にトニーの“タイム泥棒”参加を後押ししたり、自身もアーマーを装着して戦地に駆けつけるなと、これまでとは一転した姿も披露する。
物語序盤では、キャロル・ダンヴァース/キャプテン・マーベルに救われて地球に帰還したトニーを迎える。そして5年後に、スティーブ・ロジャース/キャプテン・アメリカたちからタイムトラベルを持ち掛けられ、それを完成させる理論を導き出しながらも、作戦に参加することを迷うトニーに、「私の失敗は、あなたを止めたこと」と後押しの言葉を掛けた。
クライマックスの最終決戦では、復活したヒーローたちがアベンジャーズの元に集結する際に、レスキューを装着して参戦。スティーブの号令で大乱闘が勃発すると、トニーとのコンビネーションや、ピーターの“ナノ・ガントレット”の運搬援護、ホープ・ヴァン・ダイン/ワスプとシュリとの連携攻撃まで多くの場面で活躍した。
そして“スナップ”により瀕死の状態となったトニーに寄り添い、「もう安心して休んで」と告げ、その最期を見届けた。後日のトニーの葬儀ではモーガンや友人たちと共にトニーが遺したビデオレターを鑑賞し、かつてトニーに贈った旧式のアーク・リアクターを用いた置物を、花束とともに自宅前の河へ流す。
『スパイダーマン:ファー・フロム・ホーム』では、本人の登場は無いものの、メイ・パーカーが行うボランティア活動にハッピーを介して50万ドルの寄付金を贈っている。
『ホワット・イフ...?』シーズン1
第6話
第9話